# 회유전갱이
회유전갱이(영어명: false trevally, 학명: Lactarius lactarius)는 전갱이류에 속하는 물고기의 일종이다. 회유전갱이과(Lactariidae)와 회유전갱이속(lactarius)의 유일종이다.

## 분포
회유전갱이는 인도양의 토착종으로 동아프리카부터 동남아시아 그리고 일본에서 오스트레일리아 퀸즐랜드 주에 이르는 서태평양 지역에 분포한다. 수심 15~100m의 바다와 기수(汽水) 지역에서 발견되는 연안 어류이다. 해당 지역에서 어업상으로 중요한 종이다.